# Charles Duclerc
Charles Théodore Eugène Duclerc (Bagnères-de-Bigorre, 1812. november 9. – Párizs, 1888. július 21.) francia újságíró, politikus, a Harmadik Francia Köztársaság 15. miniszterelnöke.

## Élete
Tanulmányait Párizsban a Bourbon kollégiumban végezte. 1836-tól 1838-ig a Bon sens lapot szerkesztette, azután pedig a Revue de progrès, a National és más lapok munkatársa volt. 1848 februárban Párizs polgármesterének helyettese, márciusban a pénzügyminiszter helyettese, a nemzetgyülés tagja és május 10-től junius 28-ig pénzügyminiszter volt. Azután visszavonult a politikai élettől és az iparnak szentelte magát. Később az Ebro csatornázására alakult társulatnak adminisztratorává nevezték ki, majd a spanyol Crédit mobilier élére állott. 1871 februárjában a Pyrénées-Atlantiques megye a nemzetgyűlésbe választotta, ahol a baloldalon foglalt helyet. 1875-től a nemzetgyűlés alelnöke volt, 1876-tól pedig a szenátus élethossziglani tagja. Charles de Freycinet bukása után 1882 augusztusában miniszterelnök lett, kormánya csak 1883 januárig tartott.

## Kapcsolódó szócikk
- Franciaország miniszterelnökeinek listája